# أندريه باتون
أندريه باتون (بالإنجليزية: Andre Patton)‏ هو لاعب كرة قدم أمريكية أمريكي، ولد في 28 مايو 1994 في ويلمنغتون في الولايات المتحدة.

## وصلات خارجية
- أندريه باتون على موقع مرجع كرة القدم المحترفة.كوم (الإنجليزية)